# 洛场县
洛场县，中国古县名。
唐朝乾元后（一说天宝元年，归属昌化郡）改吉安县（今海南省昌江县南罗镇）置洛场县，治所在今海南省儋州市西北雅星镇，属儋州。唐朝灭亡后，属于南汉。北宋初年，废洛场县。 